# گاسفورث، کامبریا
گاسفورث (به انگلیسی: Gosforth) یک روستا و محله مدنی در بریتانیا است که در Copeland واقع شده‌است. گاسفورث ۱٬۳۹۶ نفر جمعیت دارد.